# Cheikh Al-Moufid
Cheikh Al-Moufid est un éminent théologien chiite duodécimain, né en 948 (c'est-à-dire l'an 338 de l'Hégire).

## Période historique
Le quatrième siècle de l'Hégire en islam est accompagné de la prise de pouvoir par la dynastie Bouyides à Bagdad sur les Abbassides. À cette époque, les universités se répandent et les filières scientifiques avec d'autres disciplines deviennent toujours plus fréquentées. La dynastie des Bouyides a joué un grand rôle dans le développement des savoirs et des connaissances dans cette période. Grâce à  cette dynastie et une autre dynastie chiite, les Fâtimides, l'essor des matières scientifiques a été largement développé, ce qui a permis par conséquent, d'accroître les richesses de la région et d'avoir ainsi un nombre considérable de scientifiques et de penseurs savants.

## Appellation
Le véritable nom de naissance du Cheikh Al-Moufid est Muhamed Ibn Mohamed Ibn Noman  Abu Abddullah, mais il était communément surnommé Al-Moufid ou encore Ibn Al-Mu'allim (soit fils de l'enseignant, profession de son père).

## Naissance et mort
Cheikh Moufid est né le 11 Dhou al qi`da en 336 de l'Hégire (ou 338 A.H. selon Cheikh Toussi), soit le 23 mai 948 à Ukbara, une petite ville au nord de Bagdad, d'où il a émigré avec sa famille, à un âge précoce, vers la capitale  .
Selon A.Querry, Al-Moufid est mort en 413 de l'Hégire en laissant plus de 200 traités.
Al-Moufid est mort la veille du vendredi 3 du Ramadan, 413 AH. Son élève Sayyid al-Mourtada a conduit la prière funéraille (Salat-e-Mayyit), en présence de près de 80 000 personnes.
Le tombeau d'Al-Moufid est situé dans le sanctuaire de Kadhimiya, près de la tombe de son maître Ibn Qulawayh.

## Statut scientifique
Abu Abd Allah Muhammad ibn Muhammad ibn al-Nu'man al-'Ukbari al-Baghdadi, connu sous le nom de Cheikh al-Moufid, était un éminent théologien chiite duodécimain.
Après avoir émigré à Bagdad, Al-Mufid devient la grande figure du Imamiyya, qui a fidèlement défendu les chiites duodécimains dans les disputes et les conflits intra-religieux de son temps. Il tenait des séances de débat dans sa maison ou à la mosquée avec différents spécialistes d'autres sectes, y compris al-Bâqillânî de l'école Ash'arite, et Qadi 'Abd al-Jabbar du Mu'tazila.

D’après Khatib Bagdadi (un professeur universitaire de l'époque), Moufid était compètent dans l’enseignement des traditions chiites. Ibn Nadim (érudit et bibliographe chiite) fait allusion à Moufid en tant que maître des théologiens chiites au caractère rationaliste. Abd-Dhahabi (historien musulman) croit que Moufid est un grand scientifique chiite et un écrivain érudit qui a produit de nombreuses œuvres.
Al-Moufid a joué un rôle important dans la systématisation des traditions doctrinales duodécimaines chiites.
Al-Toussi (théologien chiite iranien) dit sur Moufid: 

« Al-Moufid était la plus haute autorité en théologie et en jurisprudence, et selon le témoignage d’Ibn Al-Nadim, il était constamment consulté par la direction de Mutakalemun Imamites. »

## Professeurs
Al-Moufid a commencé ses études à Bagdad à 11 ans. Selon A'yan al-chiite, il a étudié auprès de 56 enseignants, parmi lesquels Ibn Qulawayh (d. 367 / 997-9) en fiqh et du hadith, et Abu l-Jaysh al-Balkhi (d. 367 / 997-8) en théologie. Ses autres professeurs sont: 
```
Ahmad b. Muhammad b. al-Hasan al-Qummi, Muhammad b. Ahmad b. Dawud al-Qummi, 
Ibn Babuyeh
, Muhammad b. Imran al-Marzubani, Ibn al-Junayd Iskafi et Abu Bakr Muhammad b. 'Umar al-Ji'abi.
```

## Étudiants
Al-Moufid était une grande figure et un porte-parole du chiisme duodécimain de son temps. Ses étudiants éminents sont Al-Sharif al-Radi, Al-Sharif al-Mourtada, Cheikh Al-Toussi, al-Najashi, al-Karajaki, Salar al-Daylami et Abu l-Salah al-Halabi.

## Ouvrages
1. Al-Amali
2. Al-Irshad
3. Awa'il al-Maqalat
4. Ahkam al-Nisa '
5. Khulasat al-Iyjaz
6. Jawabat Ahl al-Mawsul
7. Risalat al-Mut`ah
8. Aqsam al-Mawla
9. Risalah fi al-Mahr
10. Iman Abi Talib
11. Al-Ikhtisas
12. Al-Ifsah Fi al-Imamah Commandeur des croyants
13. Al-Ishraf
14. Tashih I`tiqadat al-Imamiyah
15. Tafdhil Commandeur des croyants
16. Risalah fi Ma`na al-Mawla
17. Al-Jamal
18. Al-Masa'il al-Saghaniyah
19. Al-Masa'il al-Tusiyah
20. Al-Masa'il al-Jarudiyah
21. Al-Masa'il al-`Ukbariyah
22. Al-Nukat al-I`tiqadiyah
23. Al-Masa'il al-`Ashr fi al-Ghaybah
24. Dhaba'ih Ahl al Kitab
25. Al-Mas'hu ala al-Rijlayn
26. Al-Muqni`yah
27. Al-I`lam bima ittafaqat alayhi al-Imamiyah min al-Ahkam
28. Al-Tadhkirah bil Usul al-Fiqh
29. Masar al-Shi`ah
30. Al-Nukat Fi al-Muqadimat al-Usul